# Семигорівська сільська рада
Семигорівська сільська рада — сільська рада в Українській РСР до 1968 році із центром у селі Семигори (нині Богуславської громади Київської області). У 1968 році була приєднана до Вільховецької сільради Богуславського району.
Входила до Богуславського району у 1923—1962 та 1966—1968 роках, до Таращанського району у 1962—1965 роках і до Миронівського району у 1965—1966 роках. До сільради входило лише село Семигори.

## Історія
До 1923 року Семигорівська сільрада (тоді писалася як Семигорська) з єдиним селом Семигори входила до Вільховецької волості Богуславського повіту Київської губернії. У 1923 році сільрада відійшла до новоутвореного Богуславського району Шевченківської (Корсунської) округи.
30 грудня 1962 року Указом Президії Верховної Ради УРСР «Про укрупнення сільських районів Української РСР» ліквідовано Богуславський район, усі сільські ради якого, включно із Семигорівською, увійшли до складу Таращанського району.
4 січня 1965 року був виданий Указ Президії Верховної Ради УРСР «Про внесення змін до адміністративного районування Української РСР», відповідно до якого відбулося об'єднання обласних (промислових) і обласних (сільських) рад депутатів трудящих УРСР і розукрупнення районів на території Української РСР. Зокрема у Київській області відновили Миронівський район, до якого увійшла й Семигорівська сільрада.
8 грудня 1966 року Указом Президії Верховної Ради УРСР «Про утворення нових районів Української РСР» відновили Богуславський район, до якого увійшли місто Богуслав і 21 сільрада Миронівського району, включно із Семигорівською сільрадою.
30 серпня 1968 року рішенням виконавчого комітету Київської обласної ради депутатів трудящих № 611 «Про утворення та ліквідацію сільських рад в окремих районах області» ліквідовано Семигорівську сільраду з підпорядкуванням села Семигори Вільховецькій сільраді Богуславського району.